# Hyphessobrycon griemi
Hyphessobrycon griemi är en fiskart som beskrevs av Hoedeman, 1957. Hyphessobrycon griemi ingår i släktet Hyphessobrycon och familjen Characidae. Inga underarter finns listade i Catalogue of Life.